# М-1 (автомобиль)
ГАЗ М-1 (просторечное название «Эмка») — советский легковой автомобиль, серийно производившийся на Горьковском автомобильном заводе с 1936 по 1942 год. Представляет собой второе поколение легковых машин ГАЗ, является преемником модели ГАЗ-А. Всего было изготовлено 62 888 экземпляров.

## Название автомобиля
В литературе 1930-х и 1940-х годов автомобиль, как правило, назывался просто «М-1» или «М1», без какого-либо упоминания названия завода-изготовителя в обозначении. Это обозначение расшифровывалось «Молотовский-первый», в честь главы правительства СССР (председателя Совнаркома) — Вячеслава Михайловича Молотова, имя которого в те годы носил завод. Марка «М» присутствовала в обозначениях практически всех легковых автомобилей Горьковского завода вплоть до 1965 года (Молотов был снят со всех постов в 1957 году, исключён из партии в 1962 году и отправлен на пенсию в 1963 году). При этом грузовые автомобили, включая пикапы, буквы «М» в обозначениях моделей не имели и продолжали использовать марку ГАЗ. Впоследствии от этой буквы появилось на свет и народное прозвище автомобиля — «Эмка».
Существенно реже использовалось обозначение «ГАЗ-М-1» или «ГАЗ-М». На чертежах и каталогах запчастей также использовалась просто буква «М», соответствовавшая последнему индексу, но с 1938 года для шасси типа «М» с кузовом модели 73 также использовалось обозначение «М-73» (не путать с одноимённым вездеходом 1950-х гг.).
Название завода ГАЗ в написании ГАЗ-М-1, ГАЗ-М1 или ГАЗ М-1 начало широко употребляться в обозначении этого автомобиля лишь с 1965 года, уже после его снятия с конвейера.

## Предыстория
В рамках договора 1929 года Советскому Союзу была передана документация на Ford Model B, которую в США представили в 1932 году. Поэтому свою следующую модель М1 горьковчане также проектировали по образу Ford. Однако советские конструкторы в значительной степени переработали решения американцев. Так что технически он сильно отличался от американца, хотя внешне был очень похож на него.
Выпускавшийся с начала 1930-х годов ГАЗ-А стал первым советским массовым легковым автомобилем, и вскоре в основном вытеснил в советском народном хозяйстве и в Красной Армии устаревшие, изношенные иностранные автомобили старых выпусков. Это позволило существенно сократить импорт из-за рубежа легкового автотранспорта и запасных частей, бывший серьёзной статьёй расходов для экономически ещё не вполне окрепшего Советского государства.
В то же время ГАЗ-А, будучи копией разработанного в середине 1920-х годов Ford Model A в варианте с открытым кузовом типа «фаэтон», оставлял желать много лучшего с точки зрения комфортабельности, а также надёжности и долговечности отдельных узлов, до предела упрощённая конструкция которых (в духе ещё Ford Model T) была хотя порой и весьма остроумна, но не всегда удобна в условиях реальной эксплуатации. Кроме того, вскоре стало ясно, что климатическим условиям большей части СССР в наибольшей степени соответствует закрытый кузов.
Между тем, попытки развёртывания выпуска машины в варианте «фордор» — четырёхдверный седан (ГАЗ-3, ГАЗ-6), равно как и выпуска седанов собственной разработки на базе ГАЗ-А (ГАЗ-Аремкуз), полного успеха не имели.
Сам ГАЗ в своих вариантах закрытого кузова попытался воспроизвести передовую для того времени технологию, использовавшуюся в производстве базовой модели и «полуторки» ГАЗ-АА — кузова ГАЗ-3 и ГАЗ-6 были практически полностью металлическими за исключением крыши, которая представляла собой обтянутый брезентом деревянный каркас, причём многие их части — проём лобового стекла, передние двери — были унифицированы с кабиной «полуторки». Однако полностью уйти от кустарщины заводу не удалось — так, задняя панель кузова из-за отсутствия штампов выколачивалась на деревянных оправках с использованием ручного пневмоинструмента и последующей подгонкой по месту. Сборка кузовов велась не на конвейере, а в заводском экспериментальном цехе — предшественнике будущего ПАМСа, занимавшегося малосерийным выпуском «Чаек» и специальных автомобилей.
Что касается продукции «Аремкуза», то она с самого начала представляла собой обычные для тех лет композитные кузова, изготавливавшиеся в полукустарных условиях по каркасно-панельной технологии: деревянный каркас кузова обшивали подгоняемыми по месту крупными, склонными к деформации панелями из тонкого стального листа.
И в том, и в другом случае использовавшаяся технология не подходила для массового производства: по сути каждый выпущенный автомобиль оказывался штучным, индивидуальным, требующим для сборки множества ручных операций, в результате чего его себестоимость оказывалась недопустимо высока, а количество выпущенных автомобилей — ничтожно. Сам Ford в США, столкнувшись со схожими проблемами, поначалу решал их за счёт перекладывания расходов на менее эффективный производственный процесс на плечи потребителя — четырёхдверный седан Ford Model A Fordor с кузовом, поставленным партнёрами Ford — ателье Briggs или Murray, стоил примерно вдвое дороже открытого фаэтона той же модели. В условиях СССР этот путь, естественно, был бесперспективен — ведь и производителем, и продавцом, и основным покупателем автомобилей было фактически одно лицо — Советское государство.
Между тем, на фордовских заводах в США произошла смена модельного ряда — место Model A занял намного более совершенный Ford Model B, в числе других новшеств имевший практически полностью металлический кузов типа «седан», для производства которого «Фордом» совместно с кузовостроительной фирмой Budd Company был разработан новый, намного более эффективный и современный производственный процесс. Советская сторона оказалась весьма заинтересована в освоении выпуска этой новой и гораздо более совершенной модели «Форда» на Горьковском заводе, что вполне соответствовало условиям заключённого с «Фордом» Договора о техническом сотрудничестве сроком на 10 лет.

## Разработка
Послуживший основой для разработки М-1 модельный ряд американского филиала «Форда» в 1933—1934 модельных годах включал в себя два семейства, отличавшиеся двигателями — четырёхцилиндровый Ford Model B (новые шасси с ним обозначались как Model 40 или 40A) либо восьмицилиндровый Ford Model 18 (цифра «1» означала «первая модель», а «8» — количество цилиндров). Шасси и кузова этих семейств были практически идентичны, причём общий для интересовавших ГАЗ моделей новый четырёхдверный кузов имел, в соответствии с принятой на «Форде» в те годы номенклатурой, собственное обозначение 730. Обе модели были доступны в достаточно широкой для тех лет гамме типов кузова (двух- и четырёхдверные седаны, купе, фаэтон, пикап, родстер, универсал и другие), производившихся в основном компаниями-субподрядчиками, а также в двух вариантах оформления — стандартном и улучшенном (DeLuxe).
В качестве прототипа для выпуска в СССР был избран Ford Model 40-730 (аналогичная номенклатура наименования автомобилей по системе «модель двигателя — модель кузова» в последующие годы была принята и на ГАЗе) Fordor Sedan модели 1934 года, с четырёхцилиндровым мотором и стандартным оформлением — таким образом, часто встречающееся утверждение о том, что конструкторы ГАЗа якобы заменили V8 на рядную «четвёрку», неверно, просто за образец была взята модель, исходно имевшая четырёхцилиндровый силовой агрегат (на тот момент почти не ставившийся на четырёхдверный кузов) и уже готовившаяся к снятию с производства. V8 не имел решающего превосходства над «четвёркой» ни по рабочему объёму (соответственно 3,6 и 3,5 литра), ни по мощности (65 и 50 л. с.), ни по использованным в его конструкции техническим решениям. Переход «Форда» от четырёх цилиндров к восьми был обусловлен в основном маркетинговыми соображениями — автомобиль с восьмицилиндровым двигателем создавал у потребителя впечатление более высококлассного, что давало «Форду» коммерческое преимущество над конкурентами, предлагавшими только четырёх- и шестицилиндровые двигатели (при весьма схожих технических характеристиках). Поэтому вполне логично, что советская сторона оказалась заинтересованна в сохранении четырёхцилиндрового силового агрегата, как более простого и технологичного в производстве, и при этом в целом вполне соответствовавшего предъявляемым требованиям.
Документация по автомобилю была передана ГАЗу американской стороной по условиям договора; подготовить новую модель к производству и создать часть производственной оснастки советской стороне предстояло самостоятельно.
Адаптацией иностранной модели к советским условиям эксплуатации занимался коллектив инженеров под руководством А. А. Липгарта в составе А. М. Кригера, Ю. Н. Сорочкина, Л. В. Косткина, В. И. Борисова, Н. Г. Мозохина, И. В. Новоселова, Б. Д. Кирсанова и В. И. Подольского. Сам Липгарт сформировал набор требований к будущему автомобилю, включавший доведение прочности и надёжности всех узлов и агрегатов до необходимой для продолжительной работы в отечественных дорожных условиях, повышение проходимости в соответствии с тем же фактором, достижение достаточно высоких, но не рекордных динамических показателей при наилучшей возможной при выполнении остальных требований топливной экономичности, комфортабельность на уровне новейших американских массовых моделей, простоту в уходе и доступность в ремонте даже при низкой квалификации персонала.
Первые опытные образцы М-1 появились в феврале 1935 года. В серийном производстве автомобиль пришёл на смену ГАЗ-А в 1936 году.
16 марта 1936 года с конвейера Горьковского автомобильного завода сошли два первых серийных автомобиля, а с 20 мая начался их массовый выпуск, составивший до конца 1936 года 2524 машины. До 11 декабря 1938 года было выпущено 41650 автомашин М-1.
Главным новшеством автомобиля стал цельнометаллический кузов (но изначально с деревянным боковым брусом крыши и её обтяжкой из дерматина), передовая для своего времени технология изготовления которого была освоена заводом в кооперации с кузовостроительным подразделением компании Ford.
В 1937 году ГАЗ М-1 экспонировался на Всемирной промышленной выставке в Париже.
В начале 1939 года институт городского транспорта Моссовета создал для М-1 одноосный грузовой прицеп грузоподъёмностью 200 кг.

### Сравнение с иностранным прототипом
На момент принятия решения о выпуске в СССР аналога новой модели «Форда» советские инженеры намного лучше владели информацией о современном состоянии автомобилестроения за рубежом, чем за пять лет до того, что в сочетании с опытом, полученным в ходе эксплуатации ГАЗ-А, позволило критически отнестись к её конструкции. Испытания выявили многочисленные недостатки: архаичное шасси со слабой рамой и подвесками на поперечных рессорах, обуславливающее низкие уровни управляемости, живучести и долговечности, неудовлетворительно действующие и сложные в производстве ротативные амортизаторы, непрочные и недолговечные спицованные колёса, недостаточная общая долговечность автомобиля, невысокая комфортабельность, обусловленная жёсткой подвеской силового агрегата и передачей возникающих при проезде неровностей дороги толчков и вибраций на шасси из-за конструкции задней подвески с закрытой карданной передачей, в которой защитная труба карданного вала (упорная труба, англ. torque tube) служила реактивной штангой, воспринимающей продольные перемещения заднего моста.
В ходе адаптации к местным условиям эксплуатации конструкция автомобиля была подвергнута масштабной ревизии, а многие узлы — фактически спроектированы советскими специалистами заново. Количество и характер изменений относительно прообраза были таковы, что на заводе эту модель уже считали своей собственной, хотя и созданной под иностранным влиянием.
Рама М-1 была переработана в связи с изменением конструкции подвески и усилена относительно американского прототипа, причём её оконечности, в которых устанавливались узлы передней и задней подвесок, были спроектированы с нуля.
В подвеске были применены четыре продольные рессоры вместо двух поперечных, поршневые гидравлические рычажные амортизаторы одностороннего действия — вместо ротативных. Полностью переработана была конструкция рулевого управления, изменён привод тормозов, автомобиль получил штампованные колёсные диски вместо спицованных и шины низкого давления с более высоким профилем.
Устанавливавшийся на автомобиль двигатель ГАЗ-М представлял собой продукт модернизации силового агрегата Ford A — ГАЗ-А по образцу Ford B, изготовленный на оригинальной советской производственной оснастке. В отличие от «Форда», у которого двигатель жёстко крепился к раме, на М-1 была внедрена «плавающая» подвеска двигателя с мягкими резиновыми подушками, значительно снизившая передачу вибраций на раму и кузов.
Коробка передач получила, как и у Ford Model B, шестерни постоянного зацепления вместо скользящих на II—III передачах и зубчатые «муфты лёгкого включения» — предшественники синхронизаторов. Карданная передача осталась закрытой, с имеющим один шарнир карданным валом, заключённым в упорную трубу — но, в отличие от ГАЗ-А и американского прототипа «Эмки», эта труба уже не передавала на шасси толчки от задней подвески, которые теперь воспринимались мягкими продольными рессорами и эффективно гасились, благодаря чему автомобиль приобрёл намного более плавный ход, повысилась долговечность узлов шасси. Наличие же в подвеске задних колёс упорной трубы упрощало конструкцию карданной передачи, в которой оставался лишь один карданный шарнир, и повышало живучесть автомобиля, поскольку при поломке рессоры он сохранял ограниченную способность передвигаться, что невозможно при использовании открытой карданной передачи.
Также были внесены некоторые изменения в дизайн — в частности, заново спроектированы передние крылья, которые на советском автомобиле имели более привлекательную форму и лучше прикрывали раму и элементы передней подвески спереди. Последнее было сделано коллективом завода для получения опыта и отработки графопластического метода построения сложных геометрических поверхностей, впоследствии применённого уже при проектировании собственных перспективных моделей.
Вероятнее всего, на дизайн передней решётки радиатора ГАЗ-М1 повлиял OEM-аксессуар к «Фордам» в стайлинге 1933 года — автоматические жалюзи радиатора The Winterfront® от Pines Manufacturing Co. (Чикаго, штат Иллинойс). Накладные жалюзи цеплялись к оригинальной фордовской решётке радиатора в холодный сезон в качестве препятствия к проникновению больших объёмов холодного воздуха под капот; до появления к началу 1937 года встроенных в двигатели термостатов это помогало прогреть двигатель до рабочих температур в климатических широтах северных штатов. Заслонка Винтерфронт имела термостат, упиравшийся в сердечник радиатора автомобиля; при достаточном прогреве двигателя термостат приводил в действие рычаги на пружинах, открывавшие створки жалюзи, предохраняя двигатель от перегрева.
В целом, автомобиль получился существенно осовремененным по сравнению не только с предыдущей моделью, но и со своим прототипом, а по отдельным позициям превосходил и более позднюю продукцию «Форда» — скажем, архаичная подвеска на поперечной рессоре на легковые «Форды» ставилась до 1948 года включительно. Кроме того, «Эмка» оказалась намного лучше приспособлена к советским дорожным условиям.
Внедрение оригинальных узлов собственной разработки проходило не без проблем: так, первые серийные экземпляры «Эмки» не избежали проблемы многих автомобилей тех лет — «шимми», виляния передних колёс на максимальной скорости после проезда дорожной неровности из-за возбуждения в подвеске автоколебаний, доставлял проблемы и привод передних тормозов, тросы которых в оболочке по соображениям компоновки пришлось проложить с изгибом под прямым углом. Эти дефекты были устранены в первые годы серийного производства автомобиля.

### Сравнение с предыдущей моделью
Среди особенностей М-1 по сравнению с предыдущей моделью, ГАЗ-А, — более комфортабельный закрытый кузов, практически полностью металлический (кроме деревянного бокового бруса крыши), более жёсткая лонжеронная рама с X-образной поперечиной, более совершенная и живучая подвеска на продольных рессорах, автоматическое опережение зажигания, лучше отделанный и оборудованный салон — регулируемое вперёд-назад переднее сиденье, электрический указатель уровня топлива, противосолнечные козырьки, вентиляция кузова четырьмя поворотными стёклами («форточками») в боковых окнах.
Автомобиль получил модернизированный мотор модели ГАЗ-М, с намного более совершенной относительно предыдущей модели конструкцией и более долговечный. Мощность его была поднята до 50 л. с. против 40 л. с. у ГАЗ-А (Ford A) за счёт повышения степени сжатия до 4,6:1 и других мер. Конструктивно он также был существенно современнее своего предшественника — в частности, получил бензонасос (на ГАЗ-А топливо поступало к двигателю самотёком из расположенного за панелью приборов бензобака), масляный насос и систему смазки под давлением — вместо смазки разбрызгиванием и окунавшихся в находящееся в картере масло черпачков на шатунах, насос в системе охлаждения — вместо термосифонной системы, работавшей за счёт разницы температур. Появился автомат опережения зажигания (на ГАЗ-А водитель сам устанавливал угол опережения при помощи специального рычажка на рулевой колонке), был несколько усовершенствован карбюратор.
С 1938 года двигатель М-1 стал монтироваться и на грузовиках ГАЗ-АА, вследствие чего те были переименованы в ГАЗ-ММ.
В коробке передач были введены шестерни постоянного зацепления на второй и третьей передачах со скользящей муфтой переключения, вместо архаичных скользящих шестерён у ГАЗ-А. Эта коробка передач в своей основе, после модернизации применялась до 1950 года и на «Победе».

### Особенности
Основная масса автомобилей была окрашена в чёрный цвет с узкой красной полосой вдоль борта (цировкой) — именно так окрашен, например, экземпляр, хранящийся в заводском музее ГАЗ.
Металлические детали салона автомобиля были отделаны под дорогие сорта дерева (окраской по металлу — очень популярный в те годы тип отделки), сам салон имел обивку из серого или коричневого шерстяного сукна (типа шинельного).

## Модификации
На базе М-1 были созданы следующие модели:
Основные модификации
- ГАЗ М-1 такси (1937—1941) — отличался наличием таксометра и элементами окраски кузова, специальным окошком (фонарём) над рамкой лобового стекла.
- ГАЗ-415 (1939—1941) — пикап грузоподъёмностью 500 кг. Произведено свыше 8 тыс. пикапов.
- ГАЗ-11-73 или М-11 (1939—1941, 1945—1948) — модернизированный седан с 6-цилиндровым двигателем ГАЗ-11, усовершенствованными тормозами, новой панелью приборов и изменённой облицовкой радиатора и капотом[10].
- ГАЗ-61-73 (1941—1945) — первый в мире седан 4×4[11], в 1942—1945 годах производился эпизодически мелкими партиями. Произведено около 200 автомобилей.
- БА-20 — лёгкий бронеавтомобиль.

Всего с 1936 по 1942 годы произведено 62 888 автомобилей М-1.
Малосерийные и опытные модификации
- ГАЗ М-1 с кузовом фаэтон — опытная модель, построена летом 1938 года[12], в 1939 году кузов был использован для опытного ГАЗ-61.
- ГАЗ М-1 V8 (1938—1940, приведённое обозначение условно) — малая серия седанов М-1 для нужд НКВД была оснащена импортными моторами Ford V8 (65 л. с.), в 1941 году большая часть этих двигателей была снята с «Эмок-догонялок» для установки на танки Т-60.
- ГАЗ-М2 — опытный автомобиль с американским V8 и использованием других компонентов «Форда» в кузове «трёхоконное купе», использовался заводской спортивной командой. Построен в единственном экземпляре в августе 1937 г.
- ГАЗ-11-40 (1940) — фаэтон массой 1400 кг с шестицилиндровым двигателем ГАЗ-11, в серию не пошёл, хотя кузовные штампы были изготовлены. Имел V-образное лобовое стекло, двери с передними петлями, увеличенный кофр-багажник, усовершенствованные подвеску и панель приборов, изменённую по форме облицовку радиатора и капот двигателя с отдушинами[12], построено не более 6 экз. В 1941 году все выпущенные фаэтоны были переделаны на шасси ГАЗ-61, то есть превращены в ГАЗ-61-40 и использовались высшим командным составом РККА, в 1942 году открытые кузова заменены на закрытые типа «М-1» и «73».
- ГАЗ-61-40 (1941)
- ГАЗ-21 (1936) — опытный трёхосный (6×4) пикап на базе М1, кабина от ГАЗ-АА. В 1937 году было изготовлено 100 комплектов, но в серию машина не пошла.
- ГАЗ-25 (1938) — трёхосный штабной автомобиль с 5-местным кузовом типа рамбл-сит, в серию не пошёл.
- ГАЗ-11-415 (1940) — шестицилиндровый пикап, в серию не пошёл.
- ГАЗ-61-415 (1940) — пикап 4×4, в серию не пошёл, построено 2 экземпляра.
- ГАЗ-61-416 (1941, ранее широко известен как ГАЗ-61-417) — лёгкий артиллерийский тягач 4×4, во второй половине 1941 года построено 36 автомобилей, сразу укомплектованных 57-миллиметровыми противотанковыми пушками с прицепными передками.
- ГАЗ-НАТИ-ВМ (1937—1938) — опытный полугусенично-колесный вездеход на базе М-1 с кузовами типа седан и пикап.
- ГАЗ-ГЛ-1 — одноместный гоночный автомобиль с обтекаемым кузовом, построенный на базе М-1 в 1937 году специалистами Центрального автомобильного клуба под руководством Е. В. Агитова. С целью увеличения устойчивости база автомобиля была увеличена на 230 мм (до 2860 мм), расположение центра тяжести было понижено за счёт уменьшения клиренса до 150 мм, также были установлены новые передние рессоры и более мощный мотор 60 л. с.[13]. Автомобиль смог развить на дистанции в 1 км с ходу скорость 147,84 км/ч. Позднее, в 1940 году, на машину был установлен форсированный силовой агрегат ГАЗ-11 мощностью 100 л. с. Модернизированная версия установила всесоюзный рекорд скорости — 161,78 км/ч[14].
- ГАЗ М-1 с газогенераторным двигателем, работавшим на древесном топливе — один автомобиль построен в 1938 году (газогенераторная установка была размещена в багажнике позади кузова)[15], в 1942 году в блокадном Ленинграде на авторемонтной базе Ленинградского района ПВО газогенераторной установкой была оборудована ещё одна машина[16]
- ГАЗ М-1 с двигателем на сжиженном газе — один автомобиль изготовлен в 1938 году Научно-исследовательским институтом автотракторной промышленности[17].

## Модернизация
В конце 1930-х годов было принято решение о модернизации автомобиля. В первую очередь, необходимо было заменить стремительно устаревающий двигатель. За опытом вновь обратились к американцам.
Наиболее пригодным для производства и эксплуатации в СССР был признан находившийся в серии с 1928 года, но регулярно модернизировавшийся и вполне соответствующий тогдашнему уровню американской автомобильной промышленности шестицилиндровый двигатель Dodge D5. Этот двигатель имел почти в два раза большую литровую мощность, чем двигатель М-1.
В 1937—1938 годах в США были закуплены документация и необходимое для производства оборудование, чертежи были переведены в метрическую систему. Вскоре (1940 год) началось серийное производство двигателя под обозначением ГАЗ-11. Двигатель имел рабочий объём 3,5 литра (точнее, 3485 см³) и хорошую для тех лет мощностную отдачу — 76 л. с., при этом отличался неприхотливостью и мог работать на доступных в СССР тех лет эксплуатационных материалах. Впоследствии на его базе были созданы двигатели «Победы» (опытные образцы) и ЗИМ.
Приспособленная для его установки версия «Эмки» получила внутризаводское обозначение ГАЗ-11-73 — по уже упоминавшейся системе «номер модели шасси — номер модели кузова» — или М-11. От М-1 она отличалась, помимо двигателя, более современной полукруглой маской радиатора и иными створками капота (несколько горизонтальных прорезей, прикрытых хромированными молдингами, вместо частокола вертикальных), кроме того, удлинили передние рессоры, установили передний стабилизатор поперечной устойчивости, повысили эффективность тормозов, ввели гидравлические амортизаторы двойного действия, и так далее. Часть машин имела бамперы с «клыками». К сожалению, большинство внесённых в конструкцию автомобиля изменений не было задокументированы заводом, а сохранившихся полностью в заводской комплектации автомобилей этой достаточно редкой модели неизвестно, поэтому привести полный список отличий модернизированной модели от исходной затруднительно.
Также в печати сообщалось о планах внедрения на модернизированном М-1 гидравлических тормозов, но реализованы они так и не были — первой моделью ГАЗ с гидроприводом тормозной системы стала уже послевоенная «Победа».
Всего было выпущено около 1170 автомобилей, причём остаётся неясным, насколько они соответствовали исходному варианту комплектации модели, в частности, какие именно моторы устанавливались на них с завода — ГАЗ-М, ГАЗ-11 или ГАЗ-20 (в особенности это касается машин послевоенного выпуска).
На базе ГАЗ-11-73 была создана модель ГАЗ-61 с приводом на все колёса и увеличенным дорожным просветом. Семейство ГАЗ-61 включало в себя армейские пикапы и фаэтоны для командного состава армии. ГАЗ-61 отличился во время Великой Отечественной войны. Командный состав армии высоко оценил неприхотливость и надёжность автомобиля. ГАЗ-61-73 стал первым в мире комфортабельным внедорожником с закрытым кузовом «седан».
Производство автомобиля ГАЗ-11-73 продолжалось до 1948 года. Этим мотором[прояснить] комплектовались в годы войны танки и самоходки, а в послевоенные годы (в несколько изменённом виде) — грузовики ГАЗ-51, ГАЗ-63 и ГАЗ-52; автобусы ГЗА-651 и ПАЗ-652.

## Эксплуатация в такси
Изначально планировался запуск в производство специальной версии-такси. От обычной машины её отличал фонарь «Такси» над лобовым стеклом и багажник в виде откидной решётки на задней панели кузова, вследствие чего запасное колесо было перенесено на левое переднее крыло. По некоторым сведениям, этот прототип также отличало отсутствие сидения для переднего пассажира. Однако в серию данный вариант не пошёл, и в такси работали обычные «эмки», оснащённые таксометром.
В 1936—1946 годах М-1 был основным советским таксомотором. К примеру, в таксопарки Ленинграда первые 20 машин этой марки поступили уже в первом квартале 1936 года. На сентябрь 1939 года в Минске насчитывалось 20 такси М-1, в Ленинграде — 465, в Москве — 2740.
Последние таксомоторы М-1 были выведены из эксплуатации в 1946—47 годах.

## Памятники и экспонаты
- ГАЗ-М1 и его модификации можно увидеть в Музее автомобильной техники УГМК[19] и в Музее военной техники УГМК.
- Экземпляр ГАЗ М-11 (он же ГАЗ-11-73) находится в Музее истории города Волхов — в экспозиции, посвящённой Г. О. Графтио.
- в г. Кургане был установлен на пьедестале у Автотехобслуживания (Машиностроителей, 33[20]) в настоящее время машина снята с пьедестала и увезена в неизвестном направлении. По информации некоторых источников продана некоему коллекционеру[21].